# Virring
Virring is een plaats in de Deense regio Midden-Jutland, gemeente Skanderborg. De plaats telt 909 inwoners (2008).